# Access and Benefit Sharing
Access and Benefit-Sharing (ABS), auf Deutsch Zugang zu genetischen Ressourcen und gerechter Vorteilsausgleich, ist ein 1992 von der Biodiversitätskonvention (CBD) eingeführter Mechanismus. Nachdem ABS ein Hauptthema der CBD-COP 9 2008 in Bonn war, wurde 2010 das Nagoya-Protokoll über den Zugang zu genetischen Ressourcen und die gerechte und ausgewogene Beteiligung an den Vorteilen aus ihrer Nutzung beschlossen. Das Nagoya-Protokoll trat 90 Tage nach dem Zeitpunkt der Hinterlegung der 50. Ratifikationsurkunde, am 12. Oktober 2014, in Kraft.
Bei ABS geht es neben dem Zugang zu genetischen Ressourcen um den gerechten Ausgleich der Vorteile, die sich aus der Nutzung dieser Ressourcen ergeben. Da ABS 1992 im Rahmen des während der Konferenz der Vereinten Nationen über Umwelt und Entwicklung (Rio-Konferenz) verabschiedeten Übereinkommens über die biologische Vielfalt eingeführt wurde, ist es Bestandteil eines die Vertragsstaaten seit 1994 bindenden völkerrechtlichen Vertrages. ABS dient wie andere Bestimmungen der CBD dazu, die Nutzung der natürlichen Ressourcen durch den Menschen mit der Erhaltung der biologischen Vielfalt zu vereinbaren.

## Vorläufer
Inhaltliche Vorläufer des ABS-Absatzes in der CBD waren die Declaration on Permanent Sovereignty over Natural Resources von 1962, die Declaration on Social Progress and Development, von 1969 und schließlich die Declaration on the Right to Development von 1986.

## Diskussion
Kritiker weisen darauf hin, dass vor einer globalen Perspektive keine Nation ihr Eigentum an der Genetik „ihrer“ Arten anmelden kann, nur weil diese auf ihrem Boden oder vor ihren Küsten existieren. Forschung und Entwicklung würden von den Industrienationen finanziert und die Entwicklungsländer ließen sich dafür bezahlen, ohne eigene Leistungen zu erbringen.
Dem gegenüber sehen die Befürworter dieser Praxis in dieser Kritik einen Anachronismus, da ihr aus ethischen, politischen und wirtschaftlichen Gründen zu widersprechen sei. Sie verweisen darauf, dass durch 191 Ratifikationen ein Konsens von der internationalen Staatengemeinschaft bestätigt worden sei.